# Marco Tilio
Marco Tilio (ur. 23 sierpnia 2001 w Sydney) – australijski piłkarz występujący na pozycji napastnika w Celtiku. 

## Kariera klubowa
Swoją karierę rozpoczął w sezonie 2019/2020 w zespole Sydney FC, a w A-League zadebiutował 23 lutego 2020 w wygranym 3:0 meczu z Central Coast Mariners FC i strzelił wówczas gola. W tamtym sezonie sięgnął z klubem po mistrzostwo A-League, a po jego zakończeniu odszedł do ligowego rywala, zespołu Melbourne City FC. W sezonie 2019/2020 również z nim zdobył mistrzostwo A-League, z kolei w dwóch następnych sezonach wywalczył wicemistrzostwo tych rozgrywek.
W 2023 przeszedł do szkockiego Celtiku.

## Kariera reprezentacyjna
W 2021 otrzymał powołanie do drużyny U-23 na Letnie Igrzyska Olimpijskie 2020, na których wystąpił w pojedynkach z Argentyną (2:0, gol), Hiszpanią (0:1) i Egiptem (0:2), Australia zaś odpadła z rozgrywek po fazie grupowej.
W reprezentacji Australii zadebiutował 27 stycznia 2022 w wygranym 4:0 meczu el. do MŚ 2022 z Wietnamem. W tym samym roku został powołany do kadry na mistrzostwa świata, nie zagrał jednak na nich w żadnym spotkaniu, a Australia zakończyła turniej na 1/8 finału.